# Augustus Frederick d’Este
Sir Augustus Frederick d’Este (* 13. Januar 1794 in Essex; † 28. Dezember 1848 in Kensington Gore) war ein britischer Adliger.
Er war der Sohn des Prinzen Augustus Frederick, 1. Duke of Sussex, einem Sohn Georgs III., König von Großbritannien und Hannover, aus dessen erster Ehe mit Lady Augusta Murray, Tochter des John Murray, 4. Earl of Dunmore.
Die Ehe seiner Eltern war 1793 heimlich in Rom geschlossen worden und war ohne Einwilligung des Königs im Sinne des Royal Marriages Act 1772 erfolgt. Erst durch die Geburt von Augustus Frederick erfuhr König Georg III. von der Hochzeit seines Sohnes. Er erkannte dessen Ehe aber nicht an, sondern ließ sie durch ein Gericht annullieren. In mehreren Gerichtsverfahren wurde festgestellt, dass ihm als illegitimem Sohn nicht der Titel eines Prinzen von Großbritannien und Hannover zustand und er sowohl von der Erbfolge auf die Titel seines Vaters als Duke of Sussex, als auch von der Thronfolge ausgeschlossen war. Als Angehöriger des House of Hanover führte er zunächst den Familiennamen Hanover, musste diesen jedoch, wie seine Schwester Augusta Emma, schließlich zu d’Este ändern, den Stammnamen seiner Familie, der auf Welf IV. d’Este, Herzog von Bayern, zurückgeht, den Begründer der welfischen Familienlinie.
Er war ab 1815 Großmeister der Premier Grand Lodge of England. 1830 wurde er als Knight Bachelor (Kt) und Knight Commander des Royal Guelphic Order (KCH) geadelt.
Sein Tagebuch enthält die Beschreibung seiner damals unidentifizierten Krankheit Multiple Sklerose und ihren Verlauf über einen Zeitraum von 24 Jahren. Die Aufzeichnungen erstrecken sich von 1822 bis 1846. Sie wurden erst 1919 und 1948 beachtet.

## Werke
- Genealogische Tafeln; Väterliche und mütterliche Abstammung von August von Este. Oßwald, Heidelberg um 1834 (Digitalisat).